# Nardoa frianti
Nardoa frianti är en sjöstjärneart som beskrevs av Jean Baptiste François René Koehler 1910. Nardoa frianti ingår i släktet Nardoa och familjen Ophidiasteridae. Inga underarter finns listade i Catalogue of Life.